# Bataille d'Avaí
Pour l’article homonyme, voir Batalha do Avaí.
Guerre de la Triple-Alliance
La bataille d'Avaí est un affrontement qui oppose, le 11 décembre 1868, près de la rivière du même nom, en territoire paraguayen, l'armée impériale brésilienne à des troupes du Paraguay. Elle prend place dans le contexte de la guerre de la Triple-Alliance, qui voit s'affronter entre 1864 et 1870 les forces de la Triple Alliance, constituée de l'empire du Brésil, de l'Argentine et de l'Uruguay, et celles du Paraguay. Elle s'inscrit plus précisément dans le cadre de la Dezembrada, au mois de décembre 1868, une phase du conflit au cours de laquelle le duc de Caxias, Luís Alves de Lima e Silva, qui se déplace vers le sud pour effectuer la manœuvre de Piquissiri (pt), enregistre une série de victoires à Itororó, Avaí, Lomas Valentinas et Angostura. Outre la présence de Caxias, le général Manuel Luís Osório (pt) a également participé à la bataille.
Au cours de la bataille, les forces paraguayennes se battent avec ténacité, mais, largement inférieures en nombre et en matériel, sont encerclées par une manœuvre de flanquement et détruites. Seule une centaine de Paraguayens, dont le général Bernardino Caballero, réussit à s'échapper. La tradition orale paraguayenne relate la participation de centaines de femmes parmi les combattants.
Du côté brésilien, le souvenir de la victoire est célébré par une peinture à l'huile monumentale réalisée entre 1872 et 1877 par Pedro Américo. L'œuvre, commandée par le gouvernement impérial, rencontre le succès dès sa première exposition à Rio de Janeiro, en 1879. Désormais conservée au musée national des Beaux-Arts, elle est considérée comme l'une des œuvres majeures de la peinture brésilienne du XIXe siècle.

## Contexte
En mars 1868, une grande partie des forces paraguayennes quitte la forteresse d'Humaitá (pt) pour organiser une ligne de défense sur les rives de la rivière Tibicuary (pt). Tandis que le 2e corps d'armée brésilien commence à encercler Humaitá, défendu par le colonel Francisco Martínez, les 1er et 3e corps d'armée brésiliens et une division uruguayenne suivent les ordres de Luís Alves de Lima e Silva, duc de Caxias et, lentement, commencent la poursuite de l'armée paraguayenne sous le commandement du maréchal Francisco Solano López.
Cependant, López abandonne sa nouvelle position et se dirige vers Asuncion pour défendre la ligne Piquissiri (pt), à 130 km au sud d'Asunción et à 200 km au nord d'Humaitá, établissant son nouveau quartier général à Lomas Valentinas,.
Le retard de Caxias permet à López de fortifier la ligne Piquissiri. Finalement, le 3e corps d'armée brésilien commence l'avancée, tandis qu'une division de l'escadron remonte la rivière pour accompagner la marche. À son tour, l'armée argentine, commandée par le général Juan Andrés Gelly y Obes (es), est autorisée à marcher sur Palmas, face aux lignes ennemies,.
Tant Caxias que Gelly y Obes renoncent à une attaque frontale sur la ligne Piquissiri et décident d'effectuer des manœuvres de flanquement. Le général argentin, privilégiant l'agilité des opérations, propose de garder une division à Palmas, tenant le front paraguayen, tandis que la majorité se déplacerait vers San Antonio (es), d'où elle marcherait vers le sud. Caxias craint d'être confronté au col fortifié d'Angostura (pt). Il décide donc de l'assiéger par l'est, où il serait accompagné d'une opération de débarquement, mais dans ce cas en tant qu'action secondaire et en risquant des forces plus réduites.
En 23 jours, ils improvisent une route avec des troncs de palmiers, où la plupart des troupes sont conduites à travers le Chaco (es) vers le nord, à travers des estuaires, des lagunes et des ruisseaux, et au milieu de la saison des pluies. Parallèlement à cela, les cuirassés traversent Angostura sans problèmes et débarquent leurs troupes à San Antonio, où ils attendent la division qui avance, à travers le Chaco, qui arrive le 4 décembre.
Les forces expéditionnaires sont divisées en trois corps d'armée : le premier est placé sous le commandement de Jacinto Machado de Bittencourt (pt), le 2e corps d'armée est commandé par Alexandre Gomes de Argolo Ferrão Filho (pt), et le troisième est sous le commandement de Manuel Luís Osório (pt), marquis d'Herval. Le marquis de Caxias débarque également et installe son poste de commandement à San Antonio.
Le 6 décembre 1868, l'avant-garde paraguayenne commandée par le général Bernardino Caballero affronte les forces de l'empire du Brésil lors de la bataille d'Itororó et, après le combat, se retire à Villeta, traverse le ruisseau Ypané et reste dans un endroit difficile d'accès, où les troupes peuvent se reposer.

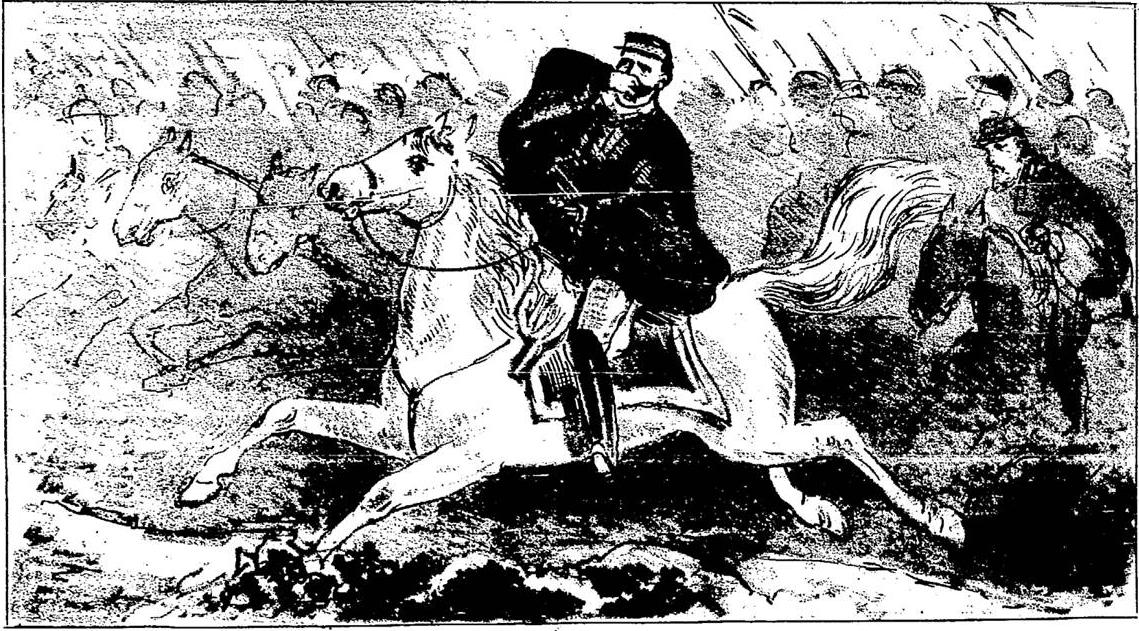
Le général Osório, bien que blessé à la mâchoire inférieure gauche par une balle de fusil, continue à l'avant de sa cavalerie.

## Mouvements précédents
Les troupes paraguayennes restent campées sur la route de Villeta, dans une position avantageuse par rapport à l'avant-garde brésilienne. Caxias décide de contourner les ailes des positions ennemies — à droite de Caballero — pour forcer un changement dans son front et l'isoler et, le 7 décembre, il effectue une contre-marche vers l'est en direction des 2e et 3e corps. Tandis que le premier corps, sous le commandement du général José Luís Mena Barreto (pt) reste face aux positions paraguayennes, la majorité suit la route de Capiatá jusqu'à sa jonction avec San Antonio (es) et Guarambaré.
Cependant, Caballero ne se laisse pas tromper et, après avoir envoyé des guérilleros pour attaquer l'avant-garde brésilienne, il se retire vers le sud, campant sur le bord de la route entre Villeta et Guarambaré. López ordonne à Caballero de se positionner au pied d'une colline, sur les rives de la rivière Avaí. Malgré son opposition, Caballero, qui considère la position indéfendable (face à des forces supérieures et à l'artillerie), préfère s'éloigner et se préparer à Lomas Valentinas, mais Solano López insiste pour défendre la position, secondé par le colonel Germán Serrano, second de Caballero.

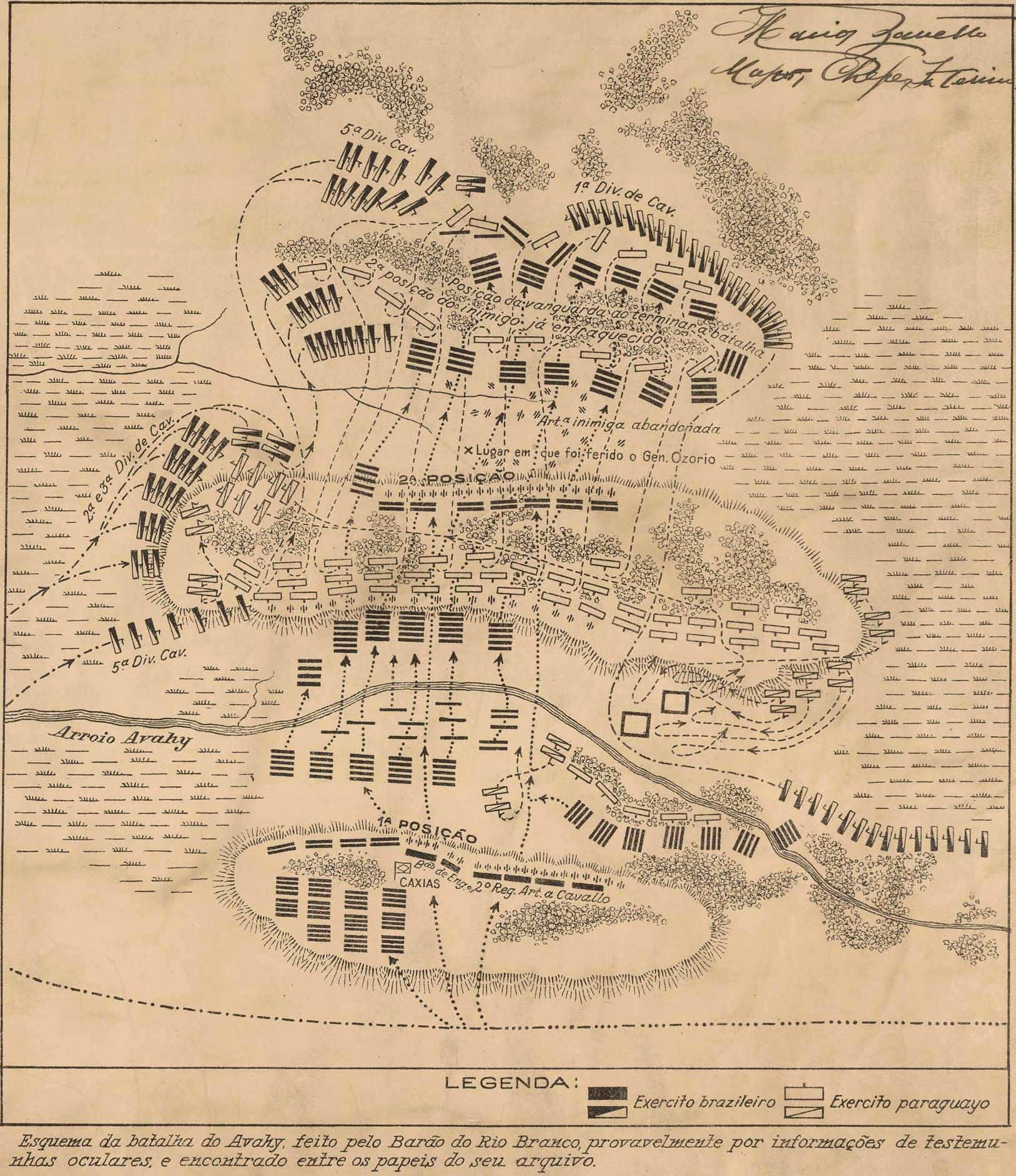
Carte de la bataille d'Avaí.

À l'aube du 9 décembre 1868, les forces restées sur le pont d'Itororó rencontrent le reste de l'armée impériale, qui commence la marche vers le port d'Ypané, sur la rive gauche du fleuve Paraguay, où Caxias attend qu'ils déploient des forces supplémentaires. L'avant-garde commandée par João Niederauer Sobrinho (pt), avec environ 800 hommes, un bataillon du génie et une brigade d'infanterie avec 4 pièces d'artillerie, est suivie par le 3e Corps d'Armée avec 4 pièces d'artillerie, le deuxième avec 8 pièces et le premier avec beaucoup d'autres, fermant la marche à l'arrière avec une brigade de cavalerie.

## Bataille d'Avaí
Conformément aux instructions reçues, Caballero occupe sa nouvelle position sur la rive gauche du ruisseau Avaí, où il reçoit des renforts d'un régiment de cavalerie et d'un bataillon d'infanterie de Villeta, réunissant une force de 5 593 hommes avec 18 pièces d'artillerie. À cet endroit, l'Avaí traverse le centre d'une grande vallée délimitée par deux vastes collines. Tandis qu'il avance devant le col, Caballero organise ses troupes en brigades en demi-cercles derrière l'artillerie, la maigre réserve restant sous ses ordres directs.